# Ghiacciaio Oliver (Dipendenza di Ross)
Il ghiacciaio Oliver è un ghiacciaio tributario lungo circa 12 km situato nella regione sud-occidentale della Dipendenza di Ross, nell'Antartide orientale. Il ghiacciaio, il cui punto più alto si trova a circa 1000 m s.l.m., si trova nella regione settentrionale dei monti della Regina Elisabetta, nell'entroterra della costa di Shackleton, e fluisce verso ovest a partire dal versante occidentale del monte Christchurch scorrendo tra i colli Campbell, a nord, e i colli Taylor, a sud, fino a unire il proprio flusso a quello del ghiacciaio Lowery.

## Storia
Il ghiacciaio Oliver è stato mappato da membri dello United States Geological Survey (USGS) grazie a fotografie aeree scattate dalla marina militare statunitense nel periodo 1960-62, e così battezzato dal Comitato consultivo dei nomi antartici in onore di Edward J. Oliver, un glaciologo del Programma Antartico degli Stati Uniti d'America di stanza alla base di ricerca Amundsen-Scott nelle stagioni 1961-62.